# Maddy O’Reilly
Maddy O’Reilly (ur. 3 maja 1990 w Mount Airy) – amerykańska aktorka i reżyserka filmów pornograficznych.

## Życiorys

### Wczesne lata
Urodziła się i dorastała w Mount Airy w Karolinie Północnej w rodzinie pochodzenia irlandzkiego i niemieckiego.
Jako młoda dziewczyna brała lekcje tańca i unikała kłopotów. Po ukończeniu szkoły średniej, pracowała jako sprzedawca w salonie samochodowym CarMax i kelnerka w restauracji Chili’s. Pewnego wieczoru podczas oglądania porno zobaczyła reklamę agencji dla modelek, podążyła za linkiem Models Wanted i wypełniła aplikację. Trzy dni później skontaktowała się z agencją, aby nakręcić pierwsze trzy sceny.

### Kariera
Z przemysłem filmów dla dorosłych związała się w sierpniu 2011 w wieku 21 lat, występując dla Mofos w Miami na Florydzie. Wkrótce wzięła udział w scenie produkcji Digital Sin My Little Panties 3 (2011) z Dannym Mountainem, Mile High Babysitter Diaries 8 (2012) z Nacho Vidalem i Evil Angel Slutty and Sluttier 17 (2012) z Daną Vespoli i Steve’em Holmesem, z którym spotkała się ponownie na planie filmu PervCity Anal Worship at the Cock Altar (2017) z Violet Monroe i PurgatoryX Permission Vol 1 E2 (2020). Po raz pierwszy wzięła udział w scenie seksu analnego w Maddy (2013) z Manuelem Ferrarą. Pracowała dla takich wytwórni jak Hustler, Jules Jordan Video, Elegant Angel i Girl Candy Films.
13 lipca 2012 pracowała dla Kink.com w scenach BDSM z Jamesem Deenem, a 1 lutego 2013 z Ramónem Nomarem. Debiutowała w scenie podwójnej penetracji w Maddy O’Reilly is Slutwoman (2014) z Rico Strongiem i Wesleyem Pipesem.
W 2013 zdobyła nominację do AVN Award w kategorii „Najlepsza nowa gwiazdka”. W 2014 była nominowana do nagrody AVN, XBIZ Award i XRCO Award za rolę Dorotki oraz odebrała AVN Award w kategorii „Najlepsza scena seksu solo” w parodii porno Czarnoksiężnik z Krainy Oz – Not the Wizard of Oz XXX (X-Play/Pulse, 2013).
W 2014 znalazła się na liście CNBC najpopularniejszych gwiazd porno (“The Dirty Dozen: Porn’s Most Popular Stars”).
W 2015 jej pierwszy wyreżyserowany film Maddy O’Reilly's Submission (2014) zdobył XBIZ Award w kategorii „Najlepsza realizacja BDSM roku”. W sierpniu 2015 pojawiła się w jednym z odcinków serialu dokumentalnego Lifetime Living with the Enemy. W komedii krótkometrażowej dla dorosłych Trump’s Bigger Button (2018), wyprodukowanej przez XHamster we współpracy z 6969 Movies, zagrała Seana Spicera, rzecznika prasowego prezydenta Donalda Trumpa (John Brutal).

## Życie prywatne
Była związana z Matthew Perrym, aktorem najbardziej znanym z roli Chandlera Binga w sitcomie NBC Przyjaciele.

## Nagrody i nominacje
| Rok  | Nagroda          | Kategoria                                                       | Film                                      | Inni wykonawcy                                                                                 | Rezultat  |
| ---- | ---------------- | --------------------------------------------------------------- | ----------------------------------------- | ---------------------------------------------------------------------------------------------- | --------- |
| 2013 | AVN Award        | Najlepsza nowa gwiazdka                                         | –                                         | –                                                                                              | Nominacja |
| 2013 | AVN Award        | Najlepsza scena seksu chłopak / dziewczyna                      | Young and Glamorous 3 (2012)              | Manuel Ferrara                                                                                 | Nominacja |
| 2013 | AVN Award        | Najlepsza złośnica                                              | Young and Glamorous 3 (2012)              | –                                                                                              | Nominacja |
| 2013 | XBIZ Award       | Najlepsza nowa gwiazdka                                         | –                                         | –                                                                                              | Nominacja |
| 2013 | XBIZ Award       | Najlepsza scena gonzo                                           | Bombshells 4 (2012)                       | Ramón Nomar                                                                                    | Nominacja |
| 2013 | XRCO Award       | Najlepsza nowa gwiazdka                                         | –                                         | –                                                                                              | Nominacja |
| 2013 | XRCO Award       | Kremowy sen roku                                                | –                                         | –                                                                                              | Nominacja |
| 2014 | NightMoves Award | Najlepszy tyłek wg fanów                                        | –                                         | –                                                                                              | Wygrana   |
| 2014 | AVN Award        | Najlepsza wykonawczyni roku                                     | –                                         | –                                                                                              | Nominacja |
| 2014 | AVN Award        | Najlepsza scena seksu oralnego                                  | 3 On Their Knees (2013)                   | Belle Noire i Rilynn Rae                                                                       | Nominacja |
| 2014 | AVN Award        | Najlepsza scena seksu POV                                       | Hooker Experience (2013)                  | Kevin Moore                                                                                    | Nominacja |
| 2014 | AVN Award        | Najlepsza scena seksu triolizmu (dziewczyna/dziewczyna/chłopak) | Not the Wizard of Oz XXX (2013)           | Anikka Albrite i Kurt Lockwood                                                                 | Nominacja |
| 2014 | AVN Award        | Najlepsza aktorka                                               | Not the Wizard of Oz XXX (2013)           | –                                                                                              | Nominacja |
| 2014 | AVN Award        | Najlepsza scena seksu solo                                      | Not the Wizard of Oz XXX (2013)           | –                                                                                              | Wygrana   |
| 2014 | XRCO Award       | Najlepsza aktorka                                               | Not the Wizard of Oz XXX (2013)           | –                                                                                              | Nominacja |
| 2014 | XRCO Award       | Orgasmic Oralist of the Year                                    | –                                         | –                                                                                              | Nominacja |
| 2014 | XBIZ Award       | Najlepsza aktorka w realizacji w parze                          | Shades of Kink (2012)                     | –                                                                                              | Nominacja |
| 2014 | XBIZ Award       | Najlepsza scena seksu w parze                                   | Shades of Kink (2012)                     | Mr. Pete                                                                                       | Nominacja |
| 2014 | XBIZ Award       | Najlepsza aktorka w parodii                                     | Not the Wizard of Oz XXX (2013)           | –                                                                                              | Nominacja |
| 2014 | XBIZ Award       | Najlepsza scena w parodii                                       | Not the Wizard of Oz XXX (2013)           | Anikka Albrite i Kurt Lockwood                                                                 | Nominacja |
| 2014 | XBIZ Award       | Najlepsza scena w realizacji Feature                            | Daddy’s Girls (2013)                      | Alec Knight                                                                                    | Nominacja |
| 2014 | XBIZ Award       | Najlepsza aktorka w realizacji Feature                          | Daddy’s Girls (2013)                      | –                                                                                              | Nominacja |
| 2015 | AVN Award        | Najlepsza scena seksu grupowego samych dziewczyn                | Mysterious Ways (2013)                    | Remy LaCroix i India Summer                                                                    | Nominacja |
| 2015 | AVN Award        | Najlepsza scena seksu chłopak/dziewczyna                        | Sexual Liberation Of Anna Lee (2014)      | Xander Corvus                                                                                  | Nominacja |
| 2015 | AVN Award        | Najlepsza scena seksu triolizmu (dziewczyna/dziewczyna/chłopak) | Maddy O’Reilly is Slutwoman (2014)        | Skin Diamond i Erik Everhard                                                                   | Nominacja |
| 2015 | AVN Award        | Ulubiona gwiazda porno wg fanów                                 | –                                         | –                                                                                              | Nominacja |
| 2015 | AVN Award        | Najbardziej dziwaczna scena seksu                               | Maddy O’Reilly's Submission (2014)        | Mr. Pete                                                                                       | Nominacja |
| 2015 | AVN Award        | Wykonawczyni Kinkiest wg fanów                                  | –                                         | –                                                                                              | Nominacja |
| 2015 | AVN Award        | Najlepsza scena seksu grupowego samych dziewczyn                | School Of MILF (2013)                     | Holly Michaels, Kristina Rose, Lisa Ann i Presley Hart                                         | Nominacja |
| 2015 | AVN Award        | Najlepsza scena seksu analnego                                  | Rump Raiders 5 (2014)                     | Lexington Steele                                                                               | Nominacja |
| 2015 | AVN Award        | Najlepsza scena seksu triolizmu (dziewczyna/chłopak/chłopak)    | Performers Of The Year 2014 (2013)        | Karlo Karrera i Ramón Nomar                                                                    | Nominacja |
| 2015 | AVN Award        | Najlepsza wykonawczyni roku                                     | –                                         | –                                                                                              | Nominacja |
| 2015 | AVN Award        | Najlepsza scena seksu grupowego                                 | King James (2014)                         | James Deen, Veruca James, Dani Daniels, Karlie Montana i Penny Pax                             | Nominacja |
| 2015 | AVN Award        | Najgorętszy tyłek wg fanów                                      | –                                         | –                                                                                              | Nominacja |
| 2015 | AVN Award        | Najlepsza aktorka                                               | Sexual Liberation Of Anna Lee (2014)      | –                                                                                              | Nominacja |
| 2015 | XRCO Award       | Najlepsza aktorka                                               | Sexual Liberation Of Anna Lee (2014)      | –                                                                                              | Nominacja |
| 2015 | XRCO Award       | Superzdzira roku                                                | –                                         | –                                                                                              | Nominacja |
| 2015 | XBIZ Award       | Najlepsza wykonawczyni roku                                     | –                                         | –                                                                                              | Nominacja |
| 2015 | XBIZ Award       | Najlepsza scena w realizacji w parze                            | Sexual Liberation Of Anna Lee (2014)      | Xander Corvus                                                                                  | Nominacja |
| 2015 | XBIZ Award       | Najlepsza aktorka w realizacji w parze                          | Sexual Liberation Of Anna Lee (2014)      | –                                                                                              | Wygrana   |
| 2015 | XBIZ Award       | Najlepsza scena samych dziewczyn                                | Mysterious Ways (2013)                    | Remy LaCroix i India Summer                                                                    | Nominacja |
| 2016 | AVN Award        | Najlepsza scena seksu grupowego samych dziewczyn                | Sisterhood (2015)                         | Mercedes Carrera, Ana Foxxx, Ash Hollywood, Dani Daniels, Keisha Grey, Lexi Belle i Ryan Ryans | Nominacja |
| 2016 | AVN Award        | Najlepsza scena seksu grupowego                                 | Flesh (2015)                              | Derrick Pierce, Keiran Lee i Eva Lovia                                                         | Nominacja |
| 2016 | AVN Award        | Najlepsza scena seksu Solo/złośnica                             | Oiled Up 3 (2015)                         | –                                                                                              | Nominacja |
| 2016 | AVN Award        | Wykonawczyni roku                                               | –                                         | –                                                                                              | Nominacja |
| 2016 | AVN Award        | Najlepsza scena seksu POV                                       | Big Black Cock POV (2014)                 | L.T.                                                                                           | Nominacja |
| 2016 | AVN Award        | Gwiazda mainstreamowa roku                                      | –                                         | –                                                                                              | Nominacja |
| 2016 | AVN Award        | Najlepsza scena seksu triolizmu (dziewczyna/dziewczyna/chłopak) | Lex Is Up Her Ass (2015)                  | Jodi Taylor i Lexington Steele                                                                 | Nominacja |
| 2016 | XRCO Award       | Superzdzira roku                                                | –                                         | –                                                                                              | Nominacja |
| 2016 | XBIZ Awards      | Najlepsza scena w realizacji w parze                            | Daddy’s Girls 2 (2015)                    | Alec Knight                                                                                    | Nominacja |
| 2017 | AVN Award        | Najlepsza scena seksu grupowego                                 | Sins Life 1 (2016)                        | A.J. Applegate, Karmen Karma, Johnny Sins, Katrina Jade, Kissa Sins                            | Nominacja |
| 2017 | AVN Award        | Nagroda fanów: Najbardziej epicki tyłek                         | –                                         | –                                                                                              | Nominacja |
| 2017 | XRCO Award       | Superzdzira roku                                                | –                                         | –                                                                                              | Nominacja |
| 2018 | AVN Award        | Najlepsza scena seksu podwójnej penetracji                      | All Stuffed Up 2 (2017)                   | Ramón Nomar i Toni Ribas                                                                       | Nominacja |
| 2018 | AVN Award        | Najlepsza scena seksu w wirtualnej rzeczywistości               | Sinful Summer Vacation (2017)             | Carter Cruise                                                                                  | Nominacja |
| 2018 | XBIZ Awards      | Najlepsza scena seksu samych dziewczyn                          | Girl Crushed 2 (2017)                     | Abigail Mac                                                                                    | Nominacja |
| 2020 | XRCO Award       | Superzdzira roku                                                | –                                         | –                                                                                              | Nominacja |
| 2021 | AVN Award        | Najbardziej skandaliczna scena seksu                            | Puke Snorting Sluts Tori and Maddy (2020) | Tori Avano i Tommy Pistol                                                                      | Nominacja |